# St. John's University
La St. John's University è un'università privata cattolica, con sede a New York, che segue il sistema della coeducazione.
Fu fondata dai Padri vincenziani nel 1870, in risposta a un invito rivolto loro dal primo vescovo di Brooklyn, John Loughlin.
La scuola fu originariamente collocata nel quartiere di Brooklyn, nelle vicinanze di Bedford-Stuyvesant. Nel 1960, la scuola fu posizionata nella sua attuale sistemazione, nel quartiere di Queens. St. John's ha anche un campus a Staten Island (Notre Dame College di New York), a Manhattan, a Roma (Italia) e ha un centro di studi superiori (La Salle Center) a Oakdale (New York). Nella primavera del 2009 è stato inaugurato un campus a Parigi (Francia).
St. John's è organizzata in sei scuole di studi universitari (undergraduated) e sette di studi universitari magistrali (postgraduated). Al 2008, l'università contava 18 983 studenti in attesa di diploma di laurea-base e 5 086 studenti in attesa di conseguire la laurea magistrale.

## Sport
Nota in passato col nome di Redmen (il nome fu mutato in Red Storm per motivi politici e di correttezza politica verso i nativi americani), la squadra fa parte della NCAA Division I, ed è da sempre affiliata alla potente Big East Conference. La pallacanestro è lo sport principale e le partite interne vengono spesso giocate al Madison Square Garden o nell'arena interna al campus.

### Pallacanestro
St. John's è una squadra di grande tradizione ma che ha raggiunto pochissimi risultati assoluti, una sola partecipazione alle Final Four datata anni ottanta quando sulla panchina sedeva l'allenatore italo americano Lou Carnesecca. Nonostante ciò la squadra è 5ª in assoluto come numero di vittorie all-time ottenute ed ha partecipato a ben 29 tornei NCAA.